# Nowotroickoje (Chakasja)
Nowotroickoje (ros. Новотроицкое) – wieś w Rosji, w Chakasji, w rejonie biejskim. W 2021 liczyła 623 mieszkańców.